# San José Ojetenam
San José Ojetenam é uma cidade da Guatemala do departamento de San Marcos.